# Marie-Louise Dromart
Marie-Louise Dromart, née Grès à Haybes le 29 juillet 1880, morte à Paris le 23 octobre 1937, est une poétesse française.
Elle a reçu plusieurs prix, notamment deux fois le prix Archon-Despérouses de l'Académie française, ainsi que plusieurs prix à l'Académie des jeux floraux de Toulouse, et le titre honorifique de maître ès Jeux floraux.
Par ailleurs, elle est connue également pour ses actes de bravoure pendant la Première Guerre mondiale, qui lui ont valu d'être citée deux fois à l'ordre de la Nation et d'être faite chevalier de la Légion d'honneur en 1921.

## Biographie
Elle est née le 29 juillet 1880 dans une petite ville des Ardennes, Haybes, située au bord de la Meuse, dans la forêt, et connue pour ses ardoisières. Son père, Pierre Lambert Edèze Grès, est fabricant de pavés en ardoise, son épouse est Adèle Maria Sulin, et Marie-Louise est le second enfant du couple qui a eu quatre filles. Elle fait ses études secondaires à Charleville, au lycée Sévigné, puis se destine au métier d'infirmière. Elle se marie à 19 ans, le 9 août 1899, avec François Joseph Dominique Dromart, de quatorze ans son aîné, alors sous-directeur d'usine (et arrière-arrière-petit-neveu du musicien givetois Étienne Nicolas Méhul). En 1900, elle donne naissance à une fille et en 1903 à un garçon.
Mais Marie-Louise Dromart se passionne également pour la poésie et publie, en 1912, son premier ouvrage, intitulé Le Front Voilé. L'année suivante parait en librairie Les feuilles tombent, consacré au pays de sa naissance, et qui lui vaut quelques critiques encourageantes. Georges Duhamel salue ainsi son « goût très vif » dans le Mercure de France du 16 mars 1913. Elle sollicite son adhésion à la Société des gens de lettres de France, avec quatre parrainages à l'appui, et est acceptée le 29 juin 1914.
Le 1er août de la même année 1914, le tocsin retentit dans les Ardennes. C'est la mobilisation générale et le 3 août, c'est la guerre. Marie-Louise Dromart prend des fonctions d'infirmière dans un poste de secours de la Croix-Rouge installée à Haybes. Le 24 août au matin, les troupes allemandes pénètrent dans la ville. Mais une patrouille de uhlans est prise comme cible par des soldats français postés sur une colline dominant le bourg, et un cavalier ennemi est abattu. « Man hat geschossen » (on a tiré), les officiers allemands croient en une action de francs-tireurs. Ils décident de bombarder et incendier Haybes, puis de prendre le contrôle des rues de la bourgade avec des civils en boucliers humains,. Marie-Louise Dromart proteste contre l'utilisation des civils et s'interpose également lorsqu'un douanier à la retraite est mis en joue. Faite prisonnière, elle est réquisitionnée dans un service sanitaire allemand mis en place au château de Moraypré. Elle s'emploie à venir au secours des civils et militaires blessés. Elle peut quitter la zone occupée pour Paris deuxième quinzaine de septembre. Elle revient à Haybes en 1919, et fait partie des personnalités qui y accueillent le président de la République française Raymond Poincaré le 1er décembre 1919.
Son attitude durant la Première Guerre mondiale, lui vaut d’être décorée de la Légion d’honneur « au péril de sa vie ». Elle est également citée deux fois à l’ordre de la Nation et reçoit la médaille de la Reconnaissance française.
Dans les années 1920, elle se consacre à nouveau à l'écriture. Elle publie notamment Le Bel Été en 1925, qui est bien accueilli,, et reçoit le prix Archon-Despérouses décerné par l’Académie française. En 1928 parait en librairie l’œuvre Sur mes pipeaux fleuris, présentée quelques années auparavant au concours de l’Académie des Jeux floraux de Toulouse et couronnée d'un Laurier de vermeil, également récompensée par l’Académie Française.  En 1928, elle soumet deux œuvres au concours de l’Académie des Jeux Floraux: Dans le jardin de Pierre Loti, et un recueil de sonnets, Le Cortège des mois, et est récompensée dans chacun de ces genres, par un Souci et une Eglatine d'argent. Courant 1929, elle publie deux recueils de poèmes, Dans le sillage de l’Oiseau blanc, et la Pantoufle de Cendrillon. Puis en 1930, L’Allée aux fantômes. Elle se voit décerner un second Laurier de Vermeil en 1931 par l’Académie des Jeux Floraux, et en 1934, lui échoit l'honneur de prononcer en mai de cette année-là l’éloge de Clémence Isaure, tout en recevant le titre honorifique de maître ès Jeux Floraux.
Elle meurt le 23 octobre 1937 à son domicile parisien, 5 rue Changarnier. Elle est inhumée dans le cimetière de Haybes le 26 octobre, en présence d’une foule nombreuse et d'Henri Dacremont, représentant la Société des Écrivains Ardennais qui prononce son éloge funèbre.

## Publications
- Le Front voilé, 1912
- Les feuilles tombent, 1913
- Souvenirs de Parisiennes en temps de guerre recueillis par Mme Camille Clermont. (Mme Alphonse Daudet. Mme Andrieu, sous-préfète de Soissons. Duchesse d'Uzès. Mme Suzanne Dejust-Defiol. Mlle A. Dyvrande. Mme René Acollas. Mme A. Guerquin d'Auriac. Mlle Hélène Vacaresco. Mme M.-L. Dromart. Mlle M. Pattez. Mme Lola Noyr. Mme L. Dorliat. Une Mimi Pinson.) (préf. Maurice Donnay), Paris, Berger-Levrault, 1918, 235 p.[12]
- Sur le chemin du calvaire, préface de Lucien Hubert (récit de l'invasion de Haybes les 23-24-25 août 1914), 1920
- Le Bel Été, 1925
- Sur mes pipeaux fleuris, 1928, prix Capuran de l'Académie française
- Dans le sillage de l'oiseau blanc, 1929
- Dans la pantoufle de cendrillon, 1929
- L'Allée aux fantômes, 1930